# Исангелия
Исангелия (др.-греч. εισαγγελια, дословно — «объявление, донесение») — особый вид публичного обвинения государственного деятеля в преступлениях или деяниях, угрожающих безопасности государства в аттическом правосудии. Суд по исангелии был самой опасной для обвиняемого формой политического процесса в Афинах и единственной формой суда, которая могла проходить не только в гелиэе (греч. ἡλιαία) — главном судебном месте полиса, располагавшемся на городской площади, но и в экклезии — народном собрании.
Первоначально исангелии были, по всей вероятности, формой обвинения в тяжких преступлениях, не описанных в законах; наиболее известны исангелии V века до н. э. о асебейе (святотатстве) Алкивиада: обвинение в изуродовании герм и разглашении тайн Элевсинских мистерий.
В IV веке до н. э. исангелии проводились в соответствии с особым законом о чрезвычайных заявлениях (др.-греч. νόμος εισαγγελτικός), принятым в конце V века до н. э. и определившим следующие случаи для исангелий:
- Измена отечеству или дружественным полисам;
- Организация заговора (гетерии) для ниспровержения демократии;
- Предложения или речи политика, вводящие народ в обман или направленные против его блага.

В дальнейшем в дополнение к этому закону исангелии также проходили по обвинению общественных деятелей в плохом управлении, при этом окончательное решение принимал буле (полисный совет), который мог наложить на обвиняемого штраф до 500 драхм, и ненадлежащем обращении опекуна с сиротой.